# ديفيد أوه سيلزنيك
كان ديفيد أوه سيلزنيك (بالإنجليزية: David O. Selznick) (في الفترة من 10 مايو 1902 حتى 22 يونيو 1965) منتجا سينمائيا أمريكيًا. اشتهر بإنتاجه لفيلمي ذهب مع الريح (Gone with the Wind) (عام 1939) وريبيكا (Rebecca) (عام 1940) اللذين حصلا على الأوسكار (1940) في فئة أفضل فيلم.

## النشأة
وُلِد ديفيد سيلزنيك لأسرة يهودية في بيتسبرغ، بنسيلفانيا، وكان ابن موزع السينما الصامتة لويس جي سيلزنيك وفلورنس إيه (ساشز) سيلزنيك. أضاف سيلزنيك حرف «أوه» لاسمه بعد ذلك بناءً على رغبته.
درس في جامعة كولومبيا وعمل كمتدرب على يد أبيه حتى إشهار إفلاسه في عام 1923. وفي 1926، انتقل سيلزنيك إلى هوليوود، وبمساعدة من معارف أبيه، حصل على وظيفة مساعد سيناريست في شركة مترو جولدن ماير. ترك مترو جولدن ماير وعمل لدى شركة أفلام باراماونت عام 1928، حيث استمر فيها حتى عام 1931 عندما التحق بشركة راديو كيث أورفيوم (RKO) في منصب رئيس الإنتاج.
كانت السنوات التي قضاها في شركة راديو كيث أورفيوم سنوات مثمرة، حيث عمل في العديد من الأفلام، بما في ذلك عريضة طلاق (A Bill of Divorcement) (عام 1932) وكم تساوي هوليوود? (What Price Hollywood؟) (1932), وروكابي (Rockabye) (عام 1932) ونحن أفضل حالا (Our Betters) (عام 1933) وكينغ كونغ (King Kong) (عام 1933). وعندما كان في راديو كيث أورفيوم، أسند لـ جورج كوكر (George Cukor) مهمة الإخراج. وفي عام 1933، عاد للعمل في مترو جولدن ماير ليؤسس وحدة إنتاج كبيرة مع شريكه ايرفينغ تلبيرج (Irving Thalberg)، الذي كان في وضع صحي حرج. أنتج في وحدته أفلام عشاء في الثامنة (Dinner at Eight) (عام 1933) وديفيد كوبرفيلد (David Copperfield) (عام 1935) وآنا كارينينا (Anna Karenina) (عام 1935) وقصة مدينتين (A Tale of Two Cities) (عام 1935).

## أفلام سيلزنيك العالمية
على الرغم من نجاحه في مترو جولدن ماير وأفلام باراماونت وراديو كيث أورفيوم، فقد كانت لديه رغبة شديدة ليصبح منتجًا مستقلًا له الاستديو الخاص به. في عام 1935، أدرك هذا الهدف بتأسيسه لشركة أفلام سيلزنيك العالمية (Selznick International Pictures) وتوزيع أفلامه عبر شركة الفنانون المتحدون (United Artists). استكمل نجاحاته مع الكلاسيكيات مثل جنة الله (The Garden of Allah) (عام 1936) وسجين زندا (The Prisoner of Zenda) (عام 1937) وولادة نجم (A Star Is Born) (عام 1937) ولا شيء مقدس (Nothing Sacred) (عام 1937) ومغامرات توم سوير (Adventures of Tom Sawyer) (عام 1938) والصغير في القلب (The Young in Heart) (عام 1938) وخلقنا لبعض (Made for Each Other) (عام 1939) وانترميزو (Intermezzo) (عام 1939) و ذهب مع الريح (1939)؛ الذي حقق أعلى الإيرادات في تاريخ السينما الأمريكية (تم تعديله بسبب التضخم). كما فاز أيضًا بسبع جوائز أوسكار إضافية وجائزتين خاصتين. فاز سيلزنيك أيضًا بـجائزة ايرفينغ جي زالبيرج التذكارية (Irving G. Thalberg Memorial Award) في العام نفسه.
في عام 1940، أنتج فيلمه الثاني الفائز بجائزة أوسكار في فئة أفضل فيلم على التوالي، وهو ريبيكا، وهو الإنتاج السينمائي الأول للمخرج البريطاني ألفريد هيتشكوك (Alfred Hitchcock). اكتشف سيلزنيك هيتشكوك في إنجلترا، ودفع بهذا المخرج إلى السينما الأمريكية بجرأة. يُعد ريبيكا هو الفيلم الوحيد لهيتشكوك الحائز على جائزة أفضل فيلم.

## الإنتاجات الأخرى
بعد ريبيكا، أغلق سيلزنيك شركته أفلام سيلزنيك العالمية وأخذ إجازة من عمله بعدها. شملت أعماله التجارية إعارة الفنانين المتعاقد معهم لاستديوهات أخرى، بما فيهم، ألفريد هيتشكوك وانجريد بيرجمان (Ingrid Bergman) وفيفيان لي (Vivien Leigh) وجون فونتين (Joan Fontaine). في عام 1944، عاد مرة أخرى لإنتاج الأفلام التي حققت نجاحًا هائلاً مثل منذ أن هجرتني (Since You Went Away)، الذي كتب قصته أيضًا. وأكمل مسيرته مع أفلام هيتشكوك سبيلباوند (Spellbound) وقضية باراديان (The Paradine Case) (عام 1947)، إضافة إلى بورتريه جيني (Portrait of Jennie) (عام 1948)، وكان بطولة جينيفر جونز (Jennifer Jones). وطور أيضًا مشروعات للعديد من الأفلام وكان يبيع باقات الأفلام للمنتجين الآخرين. من بين الأفلام التي طورها ثم باعها فيلم سيئ السمعة (Notorious) (عام 1946) لهيتشكوك. وفي عام 1949، اشترك في إنتاج فيلم كارول ريد (Carol Reed) والرجل الثالث (The Third Man) مع ألكسندر كوردا (Alexander Korda).
ألقى فيلم ذهب مع الريح بظلاله على بقية المشوار المهني لسيلزنيك. يليه بعد بذلك في الصدارة مبارزة في الشمس (Duel in the Sun) (عام 1946) الذي يركز فيه على مستقبل زوجة جنيفر جونز التي تجسدها البطلة بيرل (Pearl). اشتهر هذا الفيلم ذو الميزانية الضخمة بإحداث ضجة أخلاقية كبيرة بسبب السيناريو الذي كتبه سيلزنيك. وعلى الرغم من أنه كان مثل شوكة في ظهر عدد من المخرجين، إلا أن هذا الفيلم حقق نجاحًا عظيمًا. وقد جاء في المرتبة الثانية من حيث الإيرادات الأعلى لعام 1947 وأصبح أول فيلم يشهده مارتين سكورسيزي (Martin Scorsese)، ملهمًا الحياة المهنية للمخرج سكورسيزي.
كتب سيلزنيك بعد ذلك «توقفت عن إنتاج الأفلام عام 1948، لأني أصبحت منهكًا». «لقد زاولت مهنة الإنتاج لمدة عشرين عامًا. . . . إضافة لذلك، كان الأمر واضحًا وضوح الشمس بأن الحركة التجارية للأفلام دخلت في تضارب كبير مع التليفزيون كأداة أخرى من أدوات الترفيه، واعتقدت أن ذلك هو الوقت المناسب لتقييم تغيير الأذواق العامة ودراستها بوضوح. . . . بكل تأكيد، لم يكن لدي أي نية للبقاء بعيدًا عن ساحة الإنتاج لمدة تسع سنوات.» قضى سيلزنيك معظم فترة الخمسينيات من القرن العشرين في معاونة زوجته جينيفر جونز في حياتها المهنية. ولكن فيلمه الأخير، الذي تكلف ميزانية إنتاج كبيرة، وهو وداعًا للسلاح (A Farewell to Arms) (عام 1957) بطولة جونز وروك هاديسون (Rock Hudson)، لم يحقق رواجًا كبيرًا. ولكن في عام 1954، غامر في التليفزيون، وأنتج عرضًا مدته ساعتين، أُطلق عليه اسم ضوء اليوبيل الماسي (Light's Diamond Jubilee)، وهو في واقع الأمر نمط خاص بسيلزنيك، دخل تاريخ التليفزيون لكونه قد بُث في آن واحد على أربع شبكات تليفزيونية: سي بي إس (CBS) وهيئة الإذاعة الوطنية (NBC) وأيه بي سي (ABC) ودومونت (DuMont Television Network).

## الحياة الشخصية

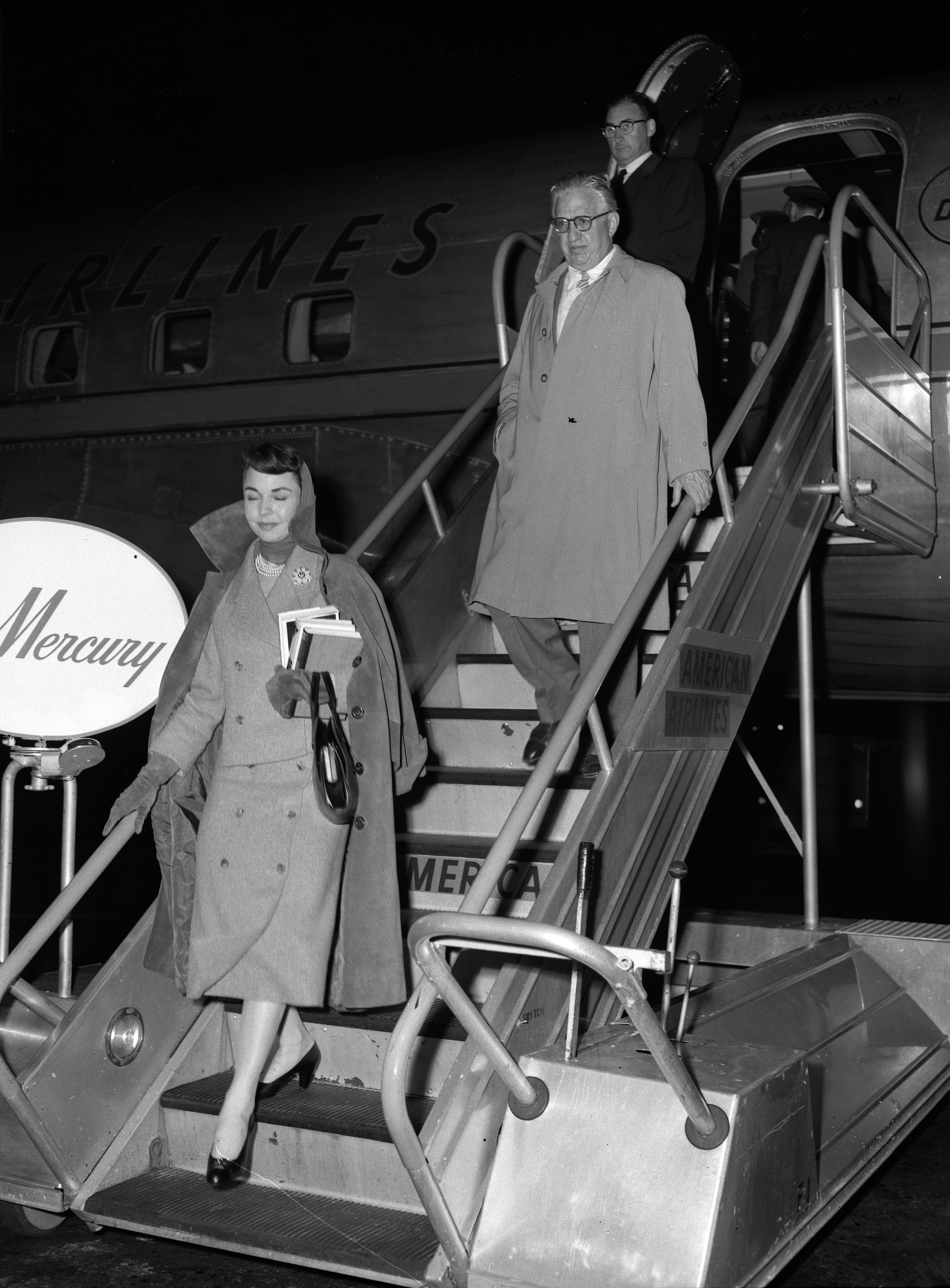
جينيفر جونز وسيلزنيك في لوس أنجلوس عام 1957.

تزوج سيلزنيك من إيرين جلاديوس ماير، بنت إمبراطور مترو جولدن ماير، لويس بي ماير، عام 1930. وانفصلا عام 1945 وطلقها عام 1948. أنجبا ابنين، وهما دانيل وجيفيري سيلزنيك. وفي عام 1949، تزوج الممثلة جينيفر جونز وأنجب منها بنتًا وحيدة، وهي ماري جينيفر سيلزنيك (1954–1976)، التي انتحرت بالقفز من نافذة في الدور العشرين في لوس أنجلوس في 11 مايو 1976.
كان سيلزنيك يتعاطى الأمفيتامين، وقد تعاطاه في كثير من الأحيان لفترة طويلة وكان ينقل السيناريوهات لمخرجيه وهو تحت تأثير الأمفيتامين.">http://www.amazon.com/Memo-David-Selznick-Memorandums-Autobiographical/dp/0375755314</ref></a> يروي الفيلم الوثائقي ظلال الرجل الثالث (Shadowing The Third Man) أن سيلزنيك شجع المخرج كارول ريد أثناء تصوير فيلم الرجل الثالث على استخدام الأمفيتامين، والذي بسببه استطاع ريد إنتاج الفيلم بأقل ميزانية وفي موعده المحدد بتصوير الفيلم في 22 ساعة متواصلة في كل مرة.">http://www.imdb.com/title/tt0429086/</ref></a>

## الوفاة
توفي سيلزنيك عام 1965 إثر نوبة قلبية، ودُفن في مقبرة فورست لاون ميموريال بارك في غلينديل، كاليفورنيا. ودفن بجوار شقيقه مايرون سيلزنيك (المتوفى عام 1944) في مقابر الأسرة.
ولإسهاماته في صناعة الأفلام السينمائية، وُضعت له نجمة في ممر الشهرة في هوليوود (Hollywood Walk of Fame) الموجود في 7000 هوليوود بوليفارد (Hollywood Blvd.)، أمام فندق روزفلت التاريخي بهوليوود (Hollywood Roosevelt hotel).

## مكتبة الأفلام
بعد وفاة سيلزنيك، باعت الدولة أغلب حقوق أفلامه في مرحلة ما بعد أفلام عام 1935 لاتحادات الشركات الفرعية أيه بي سي فيلمز التابعة لـ أيه بي سي. نتيجة لقواعد اتحاد الشركات المالية الصادرة في فترة السبعينيات من القرن العشرين، أوقفت أيه بي سي فيلمز نشاطها مؤقتًا وأعيد تسميتها وورلد فيجن إنتر برايز عام 1973. وقد اشترت شركة تافت وورلد فيجن عام 1979 وباعتها لـ آرون سبيلنغ (Aaron Spelling) عام 1988. في عام 1994، دُمجت وورلد فيجن مع ريبابلك بيكتشرز (Republic Pictures) وباعتها سبيلنغ لـ فياكوم (Viacom). اشترت مترو غولدن ماير عام 1944 حقوق فيلم ذهب مع الريح وبعد ذلك بفترة، اشترت نسخة عام 1937 لفيلم سجين زندا أما النسخة المعادة في عام 1952 (وقد تم الاحتفاظ بكلتا النسختين حتى الآن في مكتبة تيرنر إنترتينمينت التي تمتلكها شركة تايم وارنر)، وما زالت تحتفظ تونتيث سينتشوري فوكس (20th Century Fox) بحقوق الفيلم المنقول عن رواية وداعًا للسلاح. أما بالنسبة لأفلام سيلزنيك المملوكة لأيه بي سي، فيلتزم بحقوق التوزيع هذه الأيام والت ديزني ستوديوز موشن بيكتشرز (Walt Disney Studios Motion Pictures) (في الوقت الحالي تمتلك أيه بي سي شركات ديزني).[بحاجة لمصدر]

## جوائز الأوسكار والترشيحات
| العام | الجائزة                            | اسم العمل                | النتيجة |
| ----- | ---------------------------------- | ------------------------ | ------- |
| 1934  | الإنتاج المتميز                    | فيفا فيلا! (Viva Villa!) | مرشح    |
| 1935  | الإنتاج المتميز                    | ديفيد كوبرفيلد           | مرشح    |
| 1936  | الإنتاج المتميز                    | قصة مدينتين              | مرشح    |
| 1937  | الإنتاج المتميز                    | ولادة نجم                | مرشح    |
| 1939  | الإنتاج المتميز                    | ذهب مع الريح             | فائز    |
| 1938  | جائزة ايرفينغ جي زالبيرج التذكارية |                          | مرشح    |
| 1939  | جائزة ايرفينغ جي زالبيرج التذكارية |                          | فائز    |
| 1940  | الإنتاج المتميز                    | ريبيكا                   | فائز    |
| 1944  | الإنتاج المتميز                    | منذ أن هجرتني            | مرشح    |
| 1945  | الإنتاج المتميز                    | سبيلباوند                | مرشح    |

## الحواشي
1. ↑  HOLLIS (بالإنجليزية), Harvard University, QID:Q54862624
2. ↑  HOLLIS (بالإنجليزية), Harvard University, QID:Q54862624
3. ↑  HOLLIS (بالإنجليزية), Harvard University, QID:Q54862624
4. ↑  Selznick، David O. (2000). Behlmer، Rudy (المحرر). Memo from David O. Selznick. New York: Modern Library. ص. 3. {{استشهاد بكتاب}}: الوسيط غير المعروف |الرقم المعياري= تم تجاهله يقترح استخدام |ردمك= (مساعدة)
5. ↑  Memo from David O. Selznick, p. 423.
6. ↑  "Mrs. D. O. Selznick Wins Decree", New York Times, January 10, 1948, p. 11
7. ↑  Memo From David O. Selznick, <a href="http://www.amazon.com/Memo-David-Selznick-Memorandums-Autobiographical/dp/0375755314 نسخة محفوظة 2018-11-15 على موقع واي باك مشين.
8. ↑  Shadowing the Third Man, <a href="http://www.imdb.com/title/tt0429086/ نسخة محفوظة 2019-07-01 على موقع واي باك مشين.

## Further reading
- Selznick، David O. (2000 reprint) [original publication 1972 by فايكينغ برس]. Behlmer، Rudy (المحرر). Memo from David O. Selznick. نيويورك: Modern Library. {{استشهاد بكتاب}}: تحقق من التاريخ في: |سنة= (مساعدة) والوسيط غير المعروف |الرقم المعياري= تم تجاهله يقترح استخدام |ردمك= (مساعدة) [<a href="http://www.amazon.com/dp/0375755314%22>http://www.amazon.com/dp/0375755314</a> (Free preview at Amazon.com)]

## وصلات خارجية
- ديفيد أوه سيلزنيك على موقع IMDb (الإنجليزية)
- ديفيد أوه سيلزنيك على موقع الموسوعة البريطانية (الإنجليزية)
- ديفيد أوه سيلزنيك على موقع مونزينجر (الألمانية)
- ديفيد أوه سيلزنيك على موقع ألو سيني (الفرنسية)
- ديفيد أوه سيلزنيك على موقع تيرنر كلاسيك موفيز (الإنجليزية)
- ديفيد أوه سيلزنيك على موقع أول موفي (الإنجليزية)
- ديفيد أوه سيلزنيك على موقع قاعدة بيانات الأفلام السويدية (السويدية)
- ديفيد أوه سيلزنيك على موقع إن إن دي بي (الإنجليزية)
- ديفيد أوه سيلزنيك على موقع قاعدة بيانات الفيلم (الإنجليزية)
- ديفيد أوه سيلزنيك على موقع كينوبويسك (الروسية)